# Cyrtandra atropurpurea
Cyrtandra atropurpurea är en tvåhjärtbladig växtart som beskrevs av Elmer Drew Merrill. Cyrtandra atropurpurea ingår i släktet Cyrtandra och familjen Gesneriaceae. Inga underarter finns listade i Catalogue of Life.